# Bach an der Donau
Bach an der Donau è un comune tedesco di 1 795 abitanti, situato nel land della Baviera.